# 1937 en ski alpin
Chronologie du ski alpin
1936 en ski alpin - 1937 en ski alpin - 1938 en ski alpin
Les faits marquants de l'année 1937 en ski alpin

## Événements

### Janvier
- 17-18 janvier : Septième édition de la Lauberhorn sur le site de Wengen en Suisse. Côté masculin, le Suisse Heinz von Allmen remporte la descente, l'Autrichien Wilhelm Walch le slalom et le combiné.

### Février
- 13-15 février : Septième édition des Championnats du monde de ski alpin sur le site de Chamonix en France. Côté masculin, le Français Émile Allais réalise le triplé descente-slalom-combiné, tout comme côté féminin l'Allemande Christl Cranz.

### Mars
- 7-8 mars : Dixième édition de l'Arlberg-Kandahar sur le site de Mürren en Suisse. Côté masculin, l'Autrichien Wilhelm Walch remporte la descente, l'Allemand Rudi Cranz remporte le slalom et le Français Émile Allais le combiné. Côté féminin, la Suissesse Erna Steuri remporte la descente et l'Allemande Christl Cranz réalise le doublé slalom-combiné.